# Renato Sulić
Renato Sulić, né le 12 octobre 1979 à Rijeka, est un handballeur international Croate évoluant au poste de pivot-défenseur. Il est notamment champion du monde en 2003.

## Palmarès

### Club
Compétitions internationales
- vainqueur de la coupe l'EHF en 2000
- Finaliste de la Ligue des champions en 2015, 2016
- vainqueur de la Ligue SEHA (2) : 2015, 2016

Compétitions nationales
- vainqueur du championnat de Croatie (3) : 2002, 2003, 2004
- vainqueur de la coupe de Croatie (2) : 2003, 2004
- vainqueur du championnat de Slovénie (2) : 2007, 2008
- vainqueur de la coupe de Slovénie (1) : 2007
- vainqueur du championnat de Hongrie (8) : 2010, 2011, 2012, 2013, 2014, 2015, 2016, 2017
- vainqueur de la coupe de Hongrie (9) : 2010, 2011, 2012, 2013, 2014, 2015, 2016, 2017, 2018

### Sélection nationale
Championnats du monde
- 9e place au Championnat du monde 2001,  France
- Médaille d'or au Championnat du monde 2003,  Portugal
- 7e place au Championnat du monde 2007,  Allemagne

Championnats d'Europe
- 16e place au Championnat d'Europe 2002,  Suède
- 4e place au Championnat d'Europe 2004,  Slovénie
- 4e place au Championnat d'Europe 2006,  Suisse
- Médaille d'argent au Championnat d'Europe 2008,  Norvège

Jeux olympiques
- 4e place aux Jeux olympiques de 2008,  Chine

Autres
- Médaille d'or aux Jeux méditerranéens de 2001
- 8e place à la Coupe du monde des nations en 2004
- Vainqueur de la Coupe du monde des nations en 2006

### Distinctions personnelles
- Élu meilleur pivot de la Ligue des champions en 2013/14[1] et 2014/15